# 房間和Y Shirt和我
《房間和Y Shirt和我》（日语： Heya to Y Shatsu to Watashi），是日本女歌手平松愛理第8張單曲。1992年3月21日發行。是描寫1990年代日本女性心理的一首經典歌曲。
歌曲描寫一個深愛著丈夫的女性，但丈夫根本沒有時間陪伴自己，她每天只有自己的房間、Y Shirt當然地屬於自己。即使因為丈夫忙於工作，自己在四周無聊打轉，仍然會覺得幸福。平松愛理特意提高了聲線唱這首歌，全曲平靜柔和沒有大的起伏，但是卻讓人聽出歌曲中的女性的內心其實非常脆弱，幸福感只不過是自我安慰而來。尤其是女性平靜如故地唱出那句氣話「倒不如在湯水下毒然後一同喝下去」，更讓人感受到她的寂寞。
歌曲實質上批判了日本傳統的男性主義，這種傳統讓女性過早地步入婚姻，不再工作和與外界聯繫，而是一心一意地打理家務，但丈夫卻未能感受到妻子到孤單和沉悶。但是歌曲沒有直接批判，反而是用柔和的語調反映了女性的單純、愚昧、無知。
歌曲發行一開始銷量未如理想，只達到Oricon單曲榜第15位，後來逐漸受到各界的好評，銷量上升，最高時達到Oricon單曲週榜第4位，總銷量達90萬張以上。在1992年年度還獲得了第34回日本唱片大獎的作詞獎（流行曲、搖滾樂部門）。
《房間和Y Shirt和我》的成功某種程度上影響了日本樂壇歌曲的風格。1992年之前偶像風格的情歌十分流行，乃至到泛濫的程度。但是之後，歌曲創作人開始注重對人物實際心理的細膩描寫。
2004年4月21日，平松愛理發行第25張單曲《YOU ARE MINE/房間和Y Shirt和我2004》，其中包含《房間和Y Shirt和我》的新版本。
2019年8月28日，平松愛理發行《房間和Y Shirt和我》的續篇歌曲《房間和Y Shirt和我 〜從那次之後〜》（部屋とYシャツと私 〜あれから〜），作為平松出道30周年紀念歌曲。

## 收錄歌曲
1. 作詞、作曲：平松愛理；編曲：清水信之（日语：清水信之）
2. GIRL FRIEND -Orechestra Version-
作詞、作曲：平松愛理；編曲：藤野浩一（日语：藤野浩一）
3. （Original Karaoke）
4. GIRL FRIEND -Orechestra Version-（Original Karaoke）

## 翻唱
本專輯的主打歌曲《房間和Y Shirt和我》也有以下的翻唱/改編版本：
- 1994年1月：TOKYO D.，改編為國語版本，歌名為〈是否你聽到我的心〉，收錄於專輯《Forever》
- 1994年12月：林葉亭，改編為國語版本，歌名為〈戀愛同意書〉，收錄於專輯《和照片談戀愛》
- 2006年8月23日：CHiYO（日语：CHiYO），收錄於翻唱專輯《名曲集》
- 2006年9月13日：mihimaru GT，收錄於專輯《mihimagic》
- 2008年4月23日：Cooley High Harmony（日语：Cooley High Harmony），收錄於迷你專輯《voice from KOBE》
- 2009年2月15日：豐崎愛生，豐崎所屬的聲優組合sphere的活動《Music Ray'n girls 春的巧克力節》內
- 2009年7月15日：田中麗奈 (早安少女組)，收錄於Hello!Project的翻唱專輯《チャンプル① 〜ハッピーマリッジソングカバー集〜》
- 2009年7月22日：D=OUT，收錄於專輯《登龍門》
- 2016年3月16日：森惠，收錄於翻唱專輯《COVERS Grace of The Guitar+》
- 2018年3月7日：山田姊妹（日语：山田姉妹 (デュオ)），收錄於專輯《ふたつでひとつ〜心を繋ぐ、歌を継ぐ》